# Édson Rolando da Silva Souza
Édson Rolando da Silva Souza (São Vicente (Kaapverdië), 9 maart 1983) is een Portugees voormalig voetballer die als middenvelder speelde en bekend is onder de naam Édson.
Édson begon in Zwitserland in de jeugd van FC Baden en debuteerde in het seizoen 2000/01 bij FC Solothurn. Tussen 2001 en 2004 stond hij onder contract bij PSV waarvoor hij eenmaal in actie kwam. In 2003 werd hij verhuurd aan FC Luzern. Hij stapte over naar Tottenham Hotspur FC waarvoor hij niet in actie kwam en waardoor hij begin 2005 verhuurd werd aan ADO Den Haag. Voor ADO speelde hij zeven wedstrijden waarin hij drie doelpunten maakte. In de zomer van 2005 ging hij naar Al-Zamalek in Egypte. Édson keerde hierna terug naar Portugal waar hij voor CS Marítimo en Estrela Amadora speelde. Tussen 2007 en 2010 speelde hij voor UTA Arad in Roemenië waarna hij overstapte naar Ceahlaul Piatra Neamt. In 2011 ging hij terug naar Kaapverdië waar hij eerst voor CS Mindelense speelde en in 2012 bij Académica do Mindelo zijn spelersloopbaan besloot.
Édson speelde in de periode 2003/04 zes wedstrijden voor Portugal onder 20 waarbij hij tweemaal scoorde. Hij is gehuwd met een Zwitserse en heeft drie kinderen. In 2015 werd hij trainer van de Kaapverdiaanse club CD Falcões do Norte.